# Wyodrębniona ścieżka muzyczna
Wyodrębniona ścieżka muzyczna (inne nazwy: wyizolowana ścieżka muzyczna, wyseparowana ścieżka muzyczna, odseparowana ścieżka muzyczna) – jeden z dodatków do  filmów wydanych na płytach DVD lub Blu-ray polegający na tym, że oprócz (zazwyczaj) kilku wersji językowych ścieżki dźwiękowej jest też jedna z muzyką, pozbawiona dźwięków i dialogów. Dzięki temu można wsłuchać się w samą muzykę, bez zagłuszających ją innych odgłosów.
W Polsce wydanych zostało kilka (kilkanaście) filmów, które zawierają ten dodatek. Są to m.in.:
| Tytuł                         | Polski tytuł                  | Kompozytor                  | Nośnik  |
| ----------------------------- | ----------------------------- | --------------------------- | ------- |
| Glory                         | Chwała                        | James Horner                | DVD     |
| Tomorrow Never Dies           | Jutro nie umiera nigdy        | David Arnold                | DVD     |
| The Last of the Mohicans      | Ostatni Mohikanin             | Trevor Jones, Randy Edelman | DVD     |
| Men in Black II               | Faceci w czerni II            | Danny Elfman                | DVD     |
| Any Given Sunday              | Męska gra                     | Richard Horowitz            | DVD     |
| What Planet Are You From?     | Z księżyca spadłeś?           | Carter Burwell              | DVD     |
| Erin Brockovich               | Erin Brockovich               | Thomas Newman               | DVD     |
| Heavy Metal 2000              | Heavy Metal 2000              | Frédéric Talgorn            | DVD     |
| Joan of Arc                   | Joanna d'Arc                  | Éric Serra                  | DVD     |
| Jakob the Liar                | Jakub kłamca                  | Ed Shearmur                 | DVD     |
| Bridge on the River Kwai      | Most na rzece Kwai            | Malcolm Arnold              | DVD     |
| Girl, Interrupted             | Przerwana lekcja muzyki       | Mychael Danna               | DVD     |
| X-Men: First Class            | X-Men: Pierwsza klasa         | Henry Jackman               | Blu-Ray |
| Mission Impossible 6: Fallout | Mission Impossible 6: Fallout | Lorne Balfe                 | Blu-Ray |

Nie wszystkie wydania powyższych filmów mają wyodrębnioną ścieżkę. 